# CF Brăila în sezonul 1986-1987

## Echipă
| Nr. |         | Poziție | Jucător          |
| --- | ------- | ------- | ---------------- |
| -   | România | P       | Nedelcu          |
| -   | România | F       | Vasile Brătianu  |
| -   | România | F       | Vasile Darie     |
| -   | România | F       | Mihai Chiriță    |
| -   | România | F       | Stelian Coman    |
| -   | România | F       | Miron Tudose     |
| -   | România | M       | Ionel Drăgoi     |
| -   | România | M       | Adrian Petrache  |
| -   | România | M       | Victor Titirișcă |
| -   | România | M       | Gheorghe Cațaros |
| -   | România | M       | Aurel Marin      |
| -   | România | A       | Ștefan Chircă    |

## Transferuri

### Sosiri
| Post | Jucător         | De la echipa   | Sumă de transfer  | Dată |  | ---- |
| ---- | --------------- | -------------- | ----------------- | ---- |  | ---- |
| F    | Vasile Brătianu | Petrolul Ianca | liber de contract | -    |  |      |

### Plecări
| Post | Jucător      | De la echipa   | Sumă de transfer  | Dată |  | ---- |
| ---- | ------------ | -------------- | ----------------- | ---- |  | ---- |
| F    | Adrian Oprea | Dunărea Galați | liber de contract | -    |  |      |
| F    | Anton Doboș  | Arieșul Turda  | liber de contract | -    |  |      |